# Greven af Monte Christo (film fra 1918)
Greven af Monte Christo er en fransk stumfilm fra 1918 af Henri Pouctal.

## Medvirkende
- Léon Mathot som Edmond Dantès
- Alexandre Colas som Baron Danglars
- Nelly Cormon som Mercedes
- Jean Garat som Fernand Mondego